# Super Étoile
Super Étoile ou Une grande vedette (en persan : سوپر استار, Superstar) est un film dramatique iranien  écrit et réalisé par Tahmineh Milani, sorti en 2008.

## Synopsis
Une grande vedette iranienne gâtée kourosh Zand (Shahab Hosseini) rencontre Raha Azimi (Fataneh Malek-Mohammadi),une adolescente qui prétend être sa fille. Elle emménage avec Zand et perturbe son mode de vie privilégié 

## Fiche technique
- Titre : Super Étoile
- Titre original : Super Star
- Réalisation et scénario : Tahmineh Milani
- Pays d'origine :  Iran
- Format : couleur - Son : mono
- Genre : Film dramatique
- Durée : 107 minutes
- Dates de sortie : Iran : 2008

## Distribution
- Shahab Hosseini
- Fataneh Malekmohammadi
- Fariba Kowsari
- Nasrin Moghanloo
- Afsaneh Bayegan
- Sara Khoeniha
- Reza Rashidpour
- Leila Zare
- Elsa Firouz Azar